# Biennale di Johannesburg
La Biennale di Johannesburg è una biennale di arte contemporanea organizzata a Johannesburg in Sudafrica. La manifestazione ha soltanto due edizioni, nel 1995 e nel 1997, ma con un importante ruolo nazionale e internazionale.

## Prima edizione della Biennale di Johannesburg del 1995
La prima edizione della Biennale di Johannesburg si svolge dal 28 febbraio al 30 aprile 1995 con il titolo Africus.

### Programma e partecipanti
La biennale è organizzata un anno dopo la fine dell'apartheid con l'obiettivo di restaurare e promuovere il dialogo internazionale. L'evento presenta le opere di artisti provenienti da 64 paesi (di cui 20 africani) in 15 esposizioni.

### Organizzazione
La Biennale di Johannesburg del 1995 è diretta da Lorna Ferguson (coordinatore) e Christopher Till (direttore esecutivo) ed ha delle commissioni di consulenza (tra i cui membri anche Kendell Geers, Willem Boshoff e Linda Givon) e dei curatori. I curatori sono Abrie Fourie (per Danimarca), Clive Kellner (Francia e Israele), Nicole Kurz (Ungheria), Belina Leburu-Hlaka (Laboratorio sull'arte di frontiera), Nicholas Legobye (Stati Uniti), Dimakatso Mabaso (Gran Bretagna), Ruphus Matibe (Australia), Sgila Mazibuko (Bulgaria), Tumelo Mosaka (co-curatore Spagna), Simphiwe Myeza (co-curatore Fiandre e Comunità Francese del Belgio), Moeketsi Seth Pheto (Repubblica Ceca) e Sarah Tabane (Paesi Bassi). Nel catalogo sono inseriti testi di Rasheed Araeen, Ery Camara, Jean-Hubert Martin e Thomas McEvilley.

### Documentazione e caratteristiche
La Biennale di Johannesburg del 1995 è un evento profondamente legato al Sudafrica: vengono organizzate 10 mostre di artisti sudafricani, la commissione che l'organizza è essenzialmente di Johannesburg e viene organizzata un anno dopo la fine dell'apartheid, proprio per celebrare l'apertura e la nuova situazione politica e sociale del paese.

## Seconda edizione della Biennale di Johannesburg del 1997
La seconda e ultima edizione della Biennale di Johannesburg si svolge dal 12 ottobre al 12 dicembre 1997 con il titolo Trade Routes. Le mostre vengono chiuse un mese prima del previsto per problemi finanziari.

### Programma e partecipanti
Durante la Biennale sono allestite le esposizioni Alternatine Currents (a cura di Okwui Enwezor e Octavio Zaya), Graft (a cura di Colin Richards), Life's Little Necessities (a cura di Kellie Jones), Important and Exportant (a cura di Gerardo Mosquera), Transversions (a cura di Yu Yeon Kim) e Hong Kong, etc (a cura di Hou Hanru).

### Organizzazione
La Biennale di Johannesburg del 1997 è diretta da Okwui Enwezor, da una commissione esecutiva formata anche da Danie Malan, Victor Modise, Christopher Till (direttore esecutivo) e Bongi Dhlomo-Mautloa e da un gruppo di curatori: Angela Gama, Clive Kellner, Bié Venter, Rory Bester, Cindy Gordon, Severa Cassarino, Susan Glanville, Zoleka Ntabeni, Nicole Kurz, Julie Hendricks, Margaret Khadi Maloma, Thembi Sibeko, Monica Amor, Godfried Donkor, Don Webster, Olu Oguibe, Robert Clarijs e Joep Münsterman. Anche Francesco Bonami, David Koloane e Jean Fisher contribuiscono con dei testi per il catalogo.

### Documentazione e caratteristiche
La Biennale del 1997 ha una dimensione molto più internazionale rispetto all'edizione precedente; quest'ultima è diretta da Okwui Enwezor che presenta numerosi artisti anche residenti fuori dall'Africa (definiti della diaspora). L'evento riscuote molto successo all'estero e fa crescere la fama del suo curatore, ma in Sudafrica la mostra è fortemente criticata: la partecipazione sudafricana è sentita come marginale, l'attenzione è percepita più sugli artisti delle diaspora che su quelli residenti nel continente e la gestione economica è problematica. L'insuccesso locale e la disastrosa situazione finanziaria alla chiusura anticipata dell'evento, decretano la morte della Biennale di Johannesburg, per quanto continuino i dibattiti ed i progetti per un futuro ripristino.